# ジフェニルカルバジド
1,5-ジフェニルカルバジド (または単に ジフェニルカルバジド、 しばしば DPC と省略される) は、カルバジド類に属する化合物である。ジフェニルカルバゾンと同様の構造式を持ち、酸化により容易に変換できる。 

## 性質
ジフェニルカルバジドは、白色の固体で水にわずかに溶ける。しかし、アセトン、熱エタノール、酢酸には、ただちに溶ける。特定の金属イオンと着色した錯体を形成する。ジフェニルカルバジドは、光と空気に触れると酸化されてジフェニルカルバゾンになり、ピンク色を呈する。

## 使用
ジフェニルカルバジドは、酸化還元指示薬として用いられる。また、クロム、水銀、カドミウム、オスミウム、ルビジウム、テクネチウム他、のような特定の重金属の吸光光度分析に用いられる。
ジフェニルカルバジドをクロム酸塩や二クロム酸塩などのクロム（VI）化合物と反応させると、ジフェニルカルバゾンが生成され、クロム化合物と赤紫色の錯体を形成する。クロム（III）化合物は、この方法を使用して、最初に酸化剤（例えば過硫酸アンモニウム溶液など）を使用してこれらをクロム（VI）に酸化することによって定量することもできる。ジフェニルカルバジドは、同様の方法で水銀（II）化合物を検出するために化学実験室でも広く使用されている。 
この試薬は通常、有機溶媒中 1％から 0.25％の溶液として、または家庭の飲料水中の重金属を検出するための試験紙の形で使用される。この試薬は非常に鋭敏で、検出限界 0.000,000,05 g/ml のクロム (VI) イオン、0.000,002 g/ml の水銀 (II) イオンを検出できる。これはそれぞれ 50ppb と 2000ppb に相当する。
20世紀の初めに、溶液中の水銀の存在を証明するために、ジフェニルカルバジド指示薬を使用した次の手順が開発された。テストする溶液の 1滴を、ろ紙に付け、新しく調製したジフェニルカルバジドの 1%アルコール溶液に浸すと水銀塩は紫色のスポットを生成する。水銀塩は、非常に希釈された溶液でも紫色のスポットを生成する。クロム酸塩とモリブデン酸塩も同じ反応を起こす。
このテストの主な欠点は、さまざまな溶媒中のジフェニルカルバジドのストック溶液が劣化することである。したがって、溶液は新たに作る必要がある。この問題を回避するために、1955年に Uroneが発行した出版物に解決策が見出された。したがって、非水性酢酸エチルとアセトンがより優れた溶媒であり、そのジフェニルカルバジド溶液は数か月間安定している。メチルエチルケトン、2-メトキシエタノール（メチルセロソルブ)、およびイソプロパノールのジフェニルカルバジド溶液は、1 - 2週間使用できる。 メタノールやエタノールなどの塩基性になりがちな水溶液や溶媒、および微量の水や塩基性不純物を含むものは、比色試薬のストック溶液に適した溶媒にはならない。

## 合成
この化合物を合成するための少なくとも 16の異なる経路が知られており、そのほとんどはフェニルヒドラジンを使用している。 この反応の一例は、フェニルヒドラジンと尿素の間の反応で、約 96%の収率で 1,5-ジフェニルカルバジドを生成する。